# قضاء بنت جبيل
قضاء بنت جبيل هو أحد أقضية محافظة النبطية الأربعة، يقع على الحدود الدولية الجنوبية للبنان، ويمتد على مساحة 260 كيلومتراً مربعاً، يحده من الشمال والغرب قضاء صور ومن الشرق قضاء مرجعيون.

## مواقع خارجية
- مركز المعلوماتية للتنمية الحلية نسخة محفوظة 1 فبراير 2009 على موقع واي باك مشين.